# Vrúbivka
Vrúbivka (en ucraniano: Врубівка; en ruso: Врубовка, romanizado: Vrúvovka) es un asentamiento urbano ucraniano perteneciente al óblast de Lugansk. Situado en el este del país, formaba parte del raión de Popasna hasta 2020, aunque ahora es parte del raión de Sievierodonetsk y del municipio (hromada) de Vrúbivka. 
El asentamiento se encuentra ocupado por Rusia desde el 15 de junio de 2022, siendo administrado como parte de la de facto República Popular de Lugansk.

## Geografía
Vovchóyarivka está  a orillas del río Bilenka, a unos 12 km al norte de Popasna y 72 km al noroeste de Lugansk.

## Historia
El lugar fue fundado oficialmente en 1948, pero aquí existía un asentamiento en una finca estatal desde 1922.
Vrúbivka tiene desde 1963 el estatus de asentamiento de tipo urbano.
En julio de 1995, el Gabinete de Ministros de Ucrania aprobó la decisión de privatizar la granja estatal ubicada aquí. Se encontraron estelas kurgan en el territorio del municipio de Vrúbivka.
En la guerra del Dombás, Vrúbivka se encuentra cerca de la línea del frente entre el ejército ucraniano y las fuerzas separatistas.
El 17 de febrero de 2022, un edificio escolar en el asentamiento resultó gravemente dañado por los bombardeos; había 53 niños y 16 adultos en el edificio cuando ocurrió el bombardeo, pero ninguno resultó herido. Otros once edificios de la ciudad también sufrieron daños y los lugareños culparon a las fuerzas separatistas por el ataque. La última vez que Vrúbivka había sufrido daños por bombardeos fue en agosto de 2018. La ciudad fue escenario de combates en junio de 2022 durante la invasión rusa de Ucrania y fue tomada el 15 de junio por el 11.º regimiento del ejército de la República Popular de Donetsk ayudado por fuerzas rusas.

## Demografía
La evolución de la población entre 1989 y 2021 fue la siguiente:
| 1323                                                          | 1161 | 1030 | 1004 | 920 | 889 |
| (Fuente: Cities & Towns of Ukraine y UKRAINE: Größere Städte) |      |      |      |     |     |

Según el censo de 2001, la lengua materna de la mayoría de los habitantes, el 85,53%, es el ucraniano; del 13,95% es el ruso.